# Xã Eldred, Quận Cass, Bắc Dakota
Xã Eldred (tiếng Anh: Eldred Township) là một xã thuộc quận Cass, tiểu bang Bắc Dakota, Hoa Kỳ. Năm 2010, dân số của xã này là 106 người.